# Kompresijski omjer
Kompresijski omjer (Ψ) predstavlja omjer tlakova u tlačnom (5) i usisnom vodu cilindra (4). Kompresor se tokom rada prilagođuje trenutno vladajućem omjeru kompresije, koji je sam uspostavio ili mu je nametnunt izvana. Kod cilindara sa samoradnim ventilima kompresijski omjer je moguće mijenjati tokom rada, dok kod npr. rotornih kompresora to nije moguće. S obzirom na postizivi kompresijski omjer kompresori se dijele na: 
1. Kompresore niskog tlaka- savladavaju omjere kompreije do 10
2. Kompresori srednjeg tlaka- postižu omjere kompresije do 100
3. Kompresori visokog tlaka - konačni tlakovi su i do 500 bara
4. Superkompresori - postizivi tlakovi su i preko 1000 bara

```
                         
Ψ = p
2
 / p
1
```

## Postizivi omjeri kompresije
Iako visoki omjeri kompresije su poželjni, njih u praksi bez kompresije u više stupnjeva nije moguće dobiti. Razlog za to leži u tome što s porastom omjera pada usisna moć kompresora i dobava može potpuno isčeznuti. Postojanje graničnog omjera kompresije pokazuje da će stapni kompresor na pretjerano povećanje omjera kompresije reagirati obustavom dobave. Opisana prilagodba može se nazvati samoregulacijom stapnog kompresora. Rješenje koje se koristi za postizanje srednjih i visokih omjera kompresije je stupnjevana kompresija gdje se više cilindara serijski spaja. Uz dobre omjere stupnjavanu kompresiju karakterizira i visoka dobava. Kompresijski omjer također ograničava i sama temperatura plina nakon kompresije koja, ako je dovoljno velika, ugrožava kompresor pa se ugrađuju hladnjaci između pojedinih stupnjeva (čime dolazi do uštede rada).

## Unutarnji omjer kompresije kod cilindara s oscilirajućim stapom
Unutarnji omjer kompresije predstavlja omjer tlakova unutar samog cilindra. Zahvaljujući razlici tlakova u cilindru i vodovima dolazi do otvaranja ventila i proces usisavanja i isisavanja radnog medija iz cilindra. Tlak u usisnom vodu mora biti veći od tlaka koji u tom trenutku vlada u cilindru da bi došlo do procesa usisavanja dok pri isisavanju tlak u cilindru mora biti veći od onoga koji vlada u tlačnom vodu.

## Omjer kompresije kod rotornih kompresora
Stapni kompresori, iako su najzastupljeniji tip kompresora koji rade po volumetrijskom načelu, imaju 2 nedostatka. Prvi nedostatak je u tome što se periodičke sile inercije prenose na vratilo i dalje na kućište preko vibracija,
dok drugi nedostatak je prisutnost samoradnih ventila koji izazivaju velike volumetrijske gubitke. Radi opisanih
nedostataka došlo je do razvoja rotornih kompresora. Rotiranjem stapa dolazi, u odnosu na mirujući dio (stator),
do procesa usisa, isisa, kompresije te ekspanzije zaostalog plina. Kompresori s rotirajućim stapom vrlo često nemaju samoradnih ventila, pa se omjeri tlakova narinuti na usisnom i tlačnom vodu javljaju i u samom kompresoru kao konačni tlakovi. Također valja spomenuti da visoke omjere kompresije kod ovakvih kompresora nije moguće postići
radi gubitaka tokom popuštanja te je potrebno hladiti stap.

## Odnos omjera kompresije na volumetričke stupnjeve djelovanja
Volumetrijski gubitak kompresora je razlika maksimalno moguće usisane mase plina i stvarno dobavljene mase. Njihov omjer predstavlja volumetrički stupanj djelovanja, a posljedica je pojave štetnog prostora, pada tlaka na samoradnim ventilima, izmjene topline te popuštanja. Kompresijski omjer ponajviše utječe na štetni prostor te pad tlaka na samoradnim ventilima, radi čega se u praksi najčešće traži kompromis između dobave i omjera tlakova. Kod većine namjena kompresora smatra se uvjetom ekonomičnog pogona da umnožak svih volumetričkih stupnjeva mora biti veći od 0,6. Važno je napomenuti da niži volumetrički stupnjevi najčešće ukazuju na sami kvar u kompresoru.

## Vanjske poveznice
- http://www.popularmechanics.com/home/how-to/a151/how-air-compressors-work/
- http://www.engineeringtoolbox.com/compression-expansion-gases-d_605.html